# Compromís per festes
Compromís per festes (originalment en anglès, Holiday Engagement) és una pel·lícula de 2011 protagonitzada per Bonnie Somerville, Shelley Long i Jordan Bridges. Es va estrenar a Hallmark Channel el 28 de novembre de 2011. Pittsburgh City Paper va dir que "Compromís per festes és un visionat divertit, amb prou diversió i romanticisme per superar els seus 97 minuts de durada". El 24 de desembre de 2021 es va estrenar el doblatge en català a TV3.

## Argument
La Hilary té moltes ganes de casar-se amb en Jason, un advocat molt ambiciós que sovint posa la seva carrera professional davant de tot. A en Jason li ofereixen un ascens que implica traslladar-se de ciutat, i la Hilary no hi està d'acord. En Jason la deixa, i la noia, per no decebre la família, que té moltes ganes de conèixer el seu promès, decideix contractar un actor, en David, perquè es faci passar pel seu futur marit.

## Repartiment
- Bonnie Somerville com a Hillary Burns
- Shelley Long com Meredith Burns
- Jordan Bridges com a David
- Haylie Duff com a Trisha Burns
- Sam McMurray com a Roy Burns
- Jennifer Elise Cox com a Connie
- Susie Castillo com a Lindsay
- Sam Pancake com a Julian
- Chris McKenna com Jason King
- Carrie Wiita com Joy Burns
- Edi Patterson com a Sophie
- Christopher Goodman com a Peter
- Stewart Scott com a Frank
- Tomas Kolehmainen com a Gill (com a Nick Angel)